# ブルガリア公国

ブルガリア公国
Княжество България (ブルガリア語)

ベルリン条約による分割後のブルガリア公国
緑 - ブルガリア公国
薄緑 - 東ルメリ自治州

ブルガリア公国（ブルガリアこうこく、ブルガリア語: Княжество България / Knyazhestvo Bulgaria）は、1878年から1908年にかけてバルカン半島に存在した公国である。露土戦争の結果として1878年3月に結ばれたサン・ステファノ条約により、オスマン帝国の宗主権下で広範な自治権を有する自治公国として成立した。
当初は現代のブルガリアにあたる地域を中心にバルカン半島南東部に広大な領土を約束されていたが、同年7月のベルリン条約における国境再画定で大幅に領土を削減された。ドイツのバッテンベルク家から招かれた初代ブルガリア公アレクサンダルは1885年にオスマン帝国の東ルメリ自治州を獲得してブルガリア再統一をほぼ達成し、セルビア王国の侵攻も撃退したが、こうした動きをバルカン半島の安定に対する脅威と見なしたロシア帝国の圧力を受け1886年に退位した。二代目のフェルディナントはザクセン＝コーブルク＝コハーリ家（サクスコブルクゴツキ家）から招かれ、1896年にロシアとの関係修復と各国からの即位承認を獲得し、独裁体制を敷いた。
1908年にオスマン帝国で青年トルコ人革命が起きた混乱に乗じて、フェルディナントはオスマン帝国からの完全独立を宣言してブルガリア王を名乗り、ブルガリア王国が成立した。

## 背景

### ブルガリア民族復興
1393年に第二次ブルガリア帝国が滅ぼされて以降、ブルガリアは独自の国家を失い、500年近くにわたるオスマン帝国の支配を受けた。オスマン支配下のバルカン半島のキリスト教徒はミッレト制により保護されつつも、ムスリムやギリシア人からの差別を受けた。その中でも東方正教を信仰するブルガリア人は、オスマン帝国の中枢に近くヨーロッパ領における要となる地理的要因などのために、最も強くイスラーム化への圧力を受けた。一方で、ブルガリア人の多くが隔離された小村で生活してたこともあり、実際にムスリムに改宗する者は少数にとどまり、ブルガリア語や習俗などの伝統は生き残った。修道士がブルガリア各地に学校を開設したり、古い聖人伝の写本を作成したりした動きもブルガリア人のエスニック集団としてのアイデンティティを維持するのに役立ったが、後世のナショナリズムの勃興や国家独立運動に直接つながることはなかった。
オスマン帝国の衰退が進む18世紀、ブルガリア人の「民族復興運動」が出現した。少数の「覚醒者」がブルガリア文学とブルガリア史の復活を試みる文化復興運動から始まり、次第にオスマン帝国内で特権的地位を持つギリシア人にも比肩ないし優越し得る歴史を持つブルガリア民族と祖国の存在が主張されるようになった。さらに19世紀にかけて、経済、社会、政治の広範な面でオスマン帝国の支配を打ち破る変化が生まれ、運動の目的は文化復興から民族復興へと発展していった。1820年代には多くのブルガリア人留学生がロシアやプラハに留学し、また1821年に勃発したギリシア独立戦争に参加して西欧思想に触れた者もいた。彼らはブルガリアに戻ると学校開設や教育に力を入れ、その結果19世紀中盤までにブルガリア語を含む民衆教育が整備された。またブルガリア内でもオスマン帝国の衰退と産業育成政策の恩恵を受けたブルガリア人商人や製造業者が、教育や公共施設への投資に富を注ぎ込んだ。こうしてブルガリアの知的水準が急速に上昇するとともに、新たに形成された知識階級とその出身地である農村が緊密に結びついたことで、19世紀後半の民族独立の基盤が形成された。

### 独立闘争

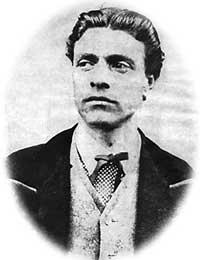
ブルガリアの革命指導者ヴァシル・レフスキ。ブルガリア各地に秘密組織のネットワークを築き、その後の運動に大きく寄与したが、1872年にオスマン当局に逮捕され、翌年処刑された。

オスマン帝国支配に対する武力闘争も、19世紀半ばからバルカン半島全体で激化していた。1860年代、ゲオルギ・ラコフスキ率いるブルガリア軍団やブルガリア秘密中央委員会などの秘密結社が組織されて武装闘争を展開し、短命ながらブルガリアの政治的解放を目指す革命運動の先鞭をつけた。その中から出てきたヴァシル・レフスキ、リュベン・カラヴェロフ、フリスト・ボテフらによるブルガリア革命中央委員会が1870年に設立され、再編を繰り返しながら地下活動を展開した。
1875年のボスニアにおける反乱や1876年のセルビア・オスマン戦争勃発に乗じ、ブルガリア革命中央委員会は1876年4月に4つの革命区で武装蜂起した（四月蜂起）。オスマン帝国はこれを鎮圧し、5月5日にブルガリア南部バタク村で約5千人のブルガリア人を殺害した（バタクの虐殺）のをはじめ、8月までに約3万人のブルガリア人を殺害した。こうしたオスマン帝国内の混乱と残虐行為はヨーロッパ列強の非難を浴びることとなり（東方危機）、12月にロシアがスラヴ民族救済を口実としてオスマン帝国に宣戦布告する事態となった。この露土戦争ではブルガリア人の中から市民軍（民兵）が結成され、ロシアの勝利に貢献した。蜂起失敗後に再建された革命中央委員会も、革命的な性質を失い、ロシアの汎スラヴ主義組織から資金援助を受けてロシアへの依存を深めていった。後にこの組織がブルガリア国家の指導層になることを見越し、ロシアはブルガリアを解放しつつその指導者構成に介入していた。1878年にロシアがソフィアを攻略すると、翌月に休戦が成立した。

## 歴史

### サン・ステファノ条約とベルリン条約

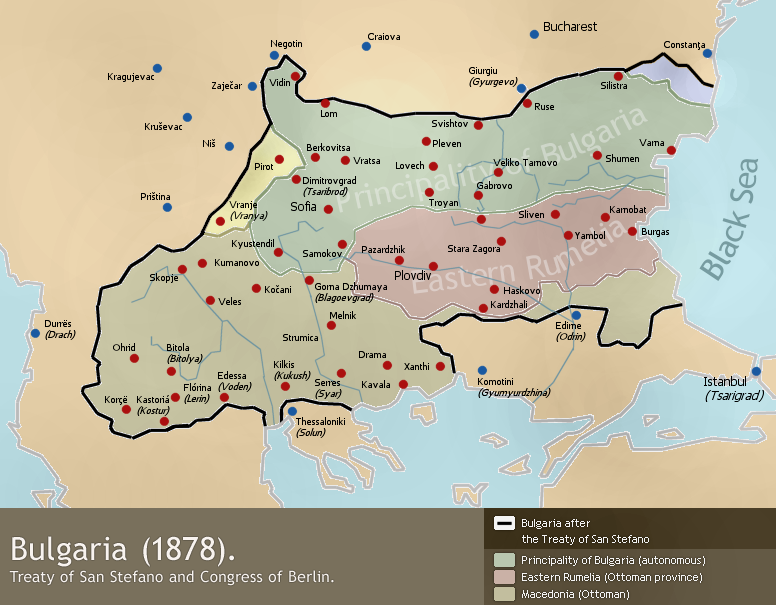
サン・ステファノ条約によるブルガリア領土案（黒線）と、ベルリン条約による分割。最終的に、ブルガリア公国（Principality of Bulgaria）には全体の東北部のみ残された。

1878年3月3日、イスタンブル郊外サン・ステファノで露土戦争の和平条約が結ばれた。このサン・ステファノ条約はブルガリア国家の創設をうたい、その領域は北はドナウ川、南はロドピ山脈やエーゲ海沿岸部、東は黒海、西はモラヴァ川やヴァルダル渓谷に至る広大なもので、その中にはバルカン山脈以北の高原地帯、アドリアノープルを含むトラキア、ウスクブ（スコピエ）、オフリド、デバルを含むマケドニア、アルバニアのコルチャ、ギリシアのコストルも含むものとされた。オスマン帝国に貢納する自治公国（самоуправляющееся, платящее дань, Княжество）という位置づけではあったものの、この大ブルガリアを体現する広大な領土構想は、ブルガリア人ナショナリストにとってこれ以上ない案であった。
しかしこの条約では、ブルガリア国家が成立するまで2年間、ロシアがその広大な領域を軍事占領することになっていた。これはロシアによるバルカン半島支配の足掛かりにほかならず、イギリスやオーストリア＝ハンガリー帝国の激しい抵抗に遭った。また条約でオスマン帝国から正式に独立を認められたルーマニア王国、セルビア公国、モンテネグロ公国も、領土分配に不満を抱いていた。こうした状況において、5月、ロシアとイギリスはブルガリアを二国家に分割することで合意した。翌6月に開催されたベルリン会議で、列強はこの分割を受け入れ、ブルガリアの国境と位置づけが組みなおされることになった。
7月、ベルリン条約が締結された。この条約でブルガリア領は三分割され、マケドニアがオスマン帝国の直轄領に復帰し、残りはバルカン山脈を境としてブルガリア公国と東ルメリ自治州に分割された。ブルガリア公国はソフィアを首都とし、独自の君主を戴きつつもオスマン帝国のスルタンに朝貢する自治国とされた。東ルメリ自治州はオスマン宮廷が任命するキリスト教徒の総督が治める地域とされた。なお領土以外の公国の内情に関する規定は、両条約で大きな差がみられない。ブルガリア人によって選ばれるキリスト教徒の君主は列強国の承認を受ける必要があり、ハプスブルク家やブルボン家のような名門王家の地位は与えられないことになっていた。
後のブルガリア公国・王国は、ブルガリアの「統一」、さらにはサン・ステファノ条約の領土案を目指した「領土回復」を進めていくことになる。ブルガリア民族主義者はサン・ステファノ条約の領土案をブルガリア問題唯一の解決策であると主張し、ソフィアを始めブルガリアのいくつかの都市の道路に、条約から取った「サン・ステファノ通り」の名がつけられた。

### タルノヴォ憲法の制定
国王選出に先立ち、1879年2月にタルノヴォで憲法制定会議が開催された。ブルガリアの軍事占領を続けるロシアも、この状態が長期化して列強の批判が強まるのを恐れ、憲法制定を支持した。制憲議会は民選代議員と、トルコ人、ギリシャ人、ユダヤ人などの少数民族の代表を含む指名代議員で構成され、ブルガリア公国外の地域の代表も参加していた。ブルガリア分割に反対する強硬派が議会の解散とオスマン帝国への復帰、ないしオーストリア=ハンガリーに例を取った二重体制をスルタンに請願しようと主張するなど、条約で決まった体制自体に対しても様々な反対意見が提出された。困惑するロシアをよそに、代議員たちが非公式に列強諸国に接触する動きも起きたが、最終的には列強が取り決めた条約の体制と制憲議会を維持する方針に落ち着いた。
露土戦争後、ブルガリアは9か月間ロシアの暫定統治下に置かれていた。新憲法の草案は、ロシア臨時政府の長アレクサンドル・ミハイローヴィチ・ドンデュコフ＝コルサコフ公により議会に提出された。これを修正するにあたり、代議員たちは少数支配と二院制を目指す保守派と、農民を含む全国民による民主主義と一院制を目指す自由主義派に分かれて対立した。自由主義派の多くはロシアの大学への留学経験があり、大きな政府を志していた。最終的には自由主義派の主張が支持を集め、4月初めにセルビアの憲法に範を取った男子普通選挙制・一院制と内閣制を盛り込んだタルノヴォ憲法が採択された。

### アレクサンダル公と議会の対立

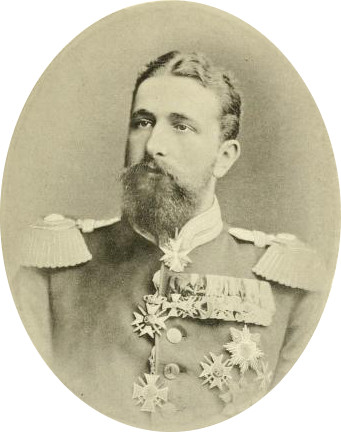
ブルガリア公アレクサンダル

憲法制定に続いて、議会はバッテンベルク家のアレクサンダル（ドイツ語名アレクサンダー）を初代ブルガリア公に選出した。彼はヘッセン大公ルートヴィヒ2世の孫で、ロシア皇帝アレクサンドル2世の妃マリア・アレクサンドロヴナの甥にあたる人物で、ドイツ帝国宰相オットー・フォン・ビスマルクと友誼があり、ロシアの推薦を受けて列強すべてが認める候補者だった。さらに露土戦争にロシア軍将校として参戦していたこともあり、ブルガリア人は彼に好意的だった。アレクサンダル自身も、外国人である自分の地位を固めるべく、ブルガリア統一理念を受容した。彼と交代するように、それまでブルガリアを統治していたロシア軍は撤退したが、後に多くの軍事・文民顧問を残していった。この時点では、多くのブルガリア人がロシアを解放者かつ親切な後見人として肯定的に捉えていた。

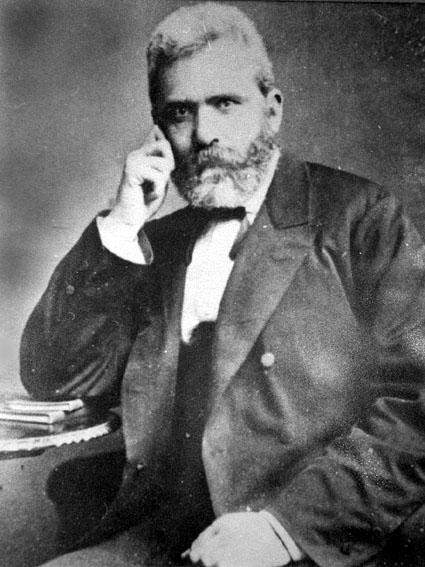
ドラガン・ツァンコフ

議会の承認を得て招かれたアレクサンダルだったが、彼は自由主義的なタルノヴォ憲法体制とそりがあわず、間もなく議会と激しく対立し、頻繁な政権交代を引き起こすことになった。1879年9月の最初の選挙で制憲議会の自由主義派の流れをくむ自由党が勝利し、議会の多数派を占めると、アレクサンダルはすぐに議会を解散した。ところが翌1880年1月の第二回選挙でも自由党が勝利し、アレクサンダルは自由党党首ドラガン・ツァンコフを首相に任命せざるを得なくなった。一時的なアレクサンダルの譲歩を受けて、ツァンコフ政権はレフ通貨導入、司法制度の画定、公国成立期から蔓延っていた山賊の一掃などの政策を進めた。しかし間もなくアレクサンダルと自由党の対立が再燃し、1880年11月にツァンコフが辞任するとペトコ・カラヴェロフ（リュベン・カラヴェロフの弟）が後任となった。アレクサンダルは憲法改正により自由党を放逐しようとしたが、西欧列強の介入の機会となるのを恐れたロシアがそれを許さなかった。
ところが、1881年3月にロシア皇帝アレクサンドル2世が暗殺される事件が起き、跡を継いだアレクサンドル3世が反自由主義的な立場を取ったことがアレクサンダルの追い風となった。アレクサンダルは5月にカラヴェロフ内閣を解散させ、さらにロシアの承認のもと、かつての制憲議会における保守派案に似た改憲案を発表した。改憲審議に向けた代議員選挙では、ロシア軍の協力のもと改憲派が圧勝し、7月13日に開かれた大国民議会は即日アレクサンダルの改憲案を承認した。これにより議会権限や国民の自由が制限され、多くの自由主義者が東ルメリに亡命した。ペトコ・カラヴェロフが亡命組を統率したのに対し、ツァンコフは公国に留まった。後に自由主義派は、この2人のもと二派閥に分裂した。
しかし知識人層の大多数が自由党を支持する政治状況は変わらなかったばかりか、保守派もロシアからの自立を標榜してアレクサンダルと対立するようになった。1882年、アレクサンダルは自由主義者を中心に信望厚いロシアから、レオニート・ソボレフとアレクサンドル・カウリバルスという2人の将軍を招いて前者を首相、後者を戦争担当相につけ国内行政の大半を任せ、状況を打開しようとした。しかしこれは、アレクサンダルと元よりブルガリア軍指導部を占めるロシア人軍人たちの新たな権力闘争を生むだけに終わった。さらにロシアは1879年以降、ドナウ川とソフィアを結ぶ鉄道敷設を要求し、その資金確保のためにブルガリア国立銀行を支配しようとしたため、ブルガリア政府とロシアの対立が激化していった。というのも、ブルガリアは元よりベルリン条約の規定によりウィーン―イスタンブルを結ぶ鉄道（後のオリエント急行線の一部）の自国内線路敷設を課され、莫大な資金を投じていたからである。1883年4月、アレクサンダルと保守派と自由主義穏健派が手を組み、ロシアの鉄道敷設要求よりベルリン条約の履行を優先する決議を行った。9月にソボレフとカウルバルスはロシアへ帰国し、ツァンコフを首班とする連合政府が成立した。この時、自由主義派は4月の鉄道決議を、保守派はタルノヴォ憲法復活を認める妥協を行った。その結果、1884年12月にタルノヴォ憲法とほぼ同一の改憲案が国民議会を通過した。
1884年6月の選挙は、ツァンコフ派とカラヴェロフ派という自由主義派同士の争いとなった。ベルリン条約の鉄道問題でツァンコフ政府を攻撃していたカラヴェロフ派が勝利すると、首相に就任したカラヴェロフは前年12月の憲法改正を無効とし、ブルガリア国立銀行の設立と鉄道の国有化を決めた。かつての自由党は民主党（カラヴェロフ派）と自由党（ツァンコフ派）に分裂し、以後ブルガリア政界はもっぱらこの両政党の競争で運営されていくことになる。

### マケドニア問題、東ルメリ統合

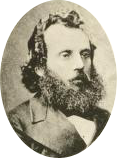
ペトコ・カラヴェロフ

憲法問題が終息すると、ブルガリア「統一」をめぐる領土問題が再燃した。ベルリン条約で失われたブルガリア領は、大きくマケドニアと東ルメリの二方面であった。マケドニアについては、公国成立以後に出稼ぎ労働者や難民として多くのマケドニア人がブルガリアに移住していた。彼らはブルガリア人という自己認識を持ち、マケドニアのブルガリアへの統合を目指して活動した。またマケドニアのブルガリア人はコンスタンティノープル総主教座とブルガリアの総大主教代理座の間に立たされ、総主教の激しい圧力にさらされていた。オスマン帝国はベルリン条約で定められたマケドニアの改革を棚上げしており、ブルガリア公国政府はそれにより生まれているマケドニアの窮状を改善するよう働きかけていた。1884年3月にはソフィアで自由党を中心にマケドニア慈善協会が設立され、教育と啓蒙を通じて着実にマケドニア統合の布石を打とうとした。しかしこの年の12月、マケドニアでトルコ人によるブルガリア人らキリスト教徒の虐殺事件が起き、ブルガリア公国や東ルメリの世論は一挙に沸騰し、マケドニアでの武装蜂起を企てる革命組織マケドニア委員会がブルガリアで動き始めた。さらに1885年、2つの武装市民軍がブルガリアからマケドニアに侵入し、オスマン軍に壊滅させられるという事件が起きた。これを受けてロシアがブルガリア政府に対し強い警告を発すると、親ロシア的なカラヴェロフ政権は主なマケドニア人活動家を逮捕し、西部国境地帯から強制移住させるなど、マケドニア人活動に与しない姿勢を明確にした。
東ルメリでは、諸民族の政府参加を意図したベルリン条約の規定をブルガリア人代議員たちが骨抜きにし、内閣に相当する常任委員会をブルガリア人で独占していた。1879年10月の第一回議会選挙でも、定数36議席のうち31議席をブルガリア人が獲得していた。しかし公国のカラヴェロフ政権はオスマン帝国やロシアの介入を懸念し、東ルメリの首脳部を構成する裕福な商人たちも政情不安が続く公国との性急な統一には消極的だった。西欧・中欧列強も、ブルガリアの統一はロシアのバルカン半島への影響力拡大につながると考えていたため、当初は統一を認めない態度をとっていた。ブルガリア人住民の多くは公国との統一を支持しており、1881年に公国から亡命してきた自由主義派の活動家も加わって統一運動の基盤が築かれていた。1884年に統一反対派のガヴリル・クライステヴィチが東ルメリ総督に就任したことは、逆に統一運動を刺激した。

ブルガリア公国（黄）と東ルメリ（橙）。東ルメリ南部の黄土色部分は、トプハーネ協定でオスマン帝国に返還された領域。

1885年2月、東ルメリでザハリ・ストヤノフを中心にブルガリア秘密中央革命委員会が結成された。これはサン・ステファノ条約の領土案に基づく「大ブルガリア」実現を目指す革命組織であった。彼らは集団蜂起によらず、ブルガリア人が多数を占める市民軍によるクーデターを起こして迅速に東ルメリを制圧し、諸外国の介入を受ける前に統一を完遂しようとした。公国のカラヴェロフ政権にも支持を求めて接触を繰り返したものの、カラヴェロフは時宜を得ていないとして拒絶し続けた。それでも統一運動の高揚を背景に計画を推し進めた秘密中央革命委員会は、決起予定の2週間前にアレクサンダルに接触した。アレクサンダルはその時、ロシア外相と会談してロシアに無断で統一することはないと請け負ってきた帰りであり、最初は返答を渋った。しかし委員会のメンバーが公に拒否されても統一を宣言すると語るに至り、アレクサンダルも統一計画の遂行に同意した。1885年9月18日、秘密中央革命委員会はクーデターを決行し、総督を逮捕してオスマン帝国直轄領へ追放し、暫定総督を置くと共に、公国のアレクサンダル宛に統一の宣告を伝える電報を打った。アレクサンダルは、統一を受け入れることでロシアの怒りを買うことを恐れた。しかし国民議会委員長（議長）ステファン・スタンボロフに説得され、東ルメリの首都プロヴディフへ赴いた。9月21日、秘密中央革命委員会が建てた東ルメリの臨時政府は行政権をアレクサンダルと公国政府に委譲し、アレクサンダルが統一宣言を行った。民衆が熱狂的に歓迎したのに対し、ロシア以外の在プロヴディフ各国代表は歓迎を辞退した。

### 対セルビア戦争
ブルガリア統一はベルリン条約に違反した最初の事件であり、公国政府は深刻な外交危機への対応を迫られた。ロシアはこれをアレクサンダルの裏切り行為とみなし、報復としてロシア人将校と軍事顧問を引き上げさせた。ブルガリア軍は指導部のほぼすべてをロシア人に依存していたため、この措置により大尉以上の将校がブルガリア軍にいなくなる事態が起きた。そしてブルガリアの統一は反ロシア的な態度を取り始めたアレクサンダルが退位した後に行われるべきであり、つまりアレクサンダルがいる限り統一は認めないという態度を取った。オスマン帝国も抗議したが、東ルメリへの軍事侵攻はロシアに牽制されたため外交的なものに留まった。他の列強は、当初ブルガリア統一がロシアの後押しでなされたと考えており、イギリスやオーストリアはロシアの出方に応じて統一に反対しようとした。しかしロシアに見放されたブルガリアが他国から支持を得ようと使節団を派遣し、実情が明らかになるにつれて、列強諸国は方針を転換した。統一運動がマケドニアに波及せず、オスマン帝国がブルガリアに本格侵攻する意思を持たないことを確認したイギリスとオーストリアは、統一に反対しないと表明しロシアに対抗した。10月26日、イスタンブルで国際会議が開かれた。ここでイギリスが、ブルガリア公が東ルメリ総督を兼ねることでベルリン条約との整合性を確保する解決策を提示した。しかしあくまでもアレクサンダルの退位を求めるロシアが反対し、会議は膠着状態に陥った。そしてこの間にセルビアとブルガリアの間で戦争が勃発するに至り、イスタンブル会議は事実上中断した。
セルビアとギリシャは、ブルガリア統一がバルカン半島の安全保障を脅かすと主張し、またブルガリアの領土獲得に見合う領土保証を求めてブルガリアを脅かしていた。特にセルビアは、以前からブルガリアに亡命していた元ベオグラード府主教ミハイロ・ヨヴァノヴィチの問題など様々な軋轢を抱えていた。またセルビアはオーストリアと手を組んだことで一時的にボスニア・ヘルツェゴヴィナ獲得を断念し、代わりにマケドニアへの拡張を志していたこともブルガリアとの衝突を産んだ。オーストリアはバルカン半島で戦争が勃発するのを回避するため、ブルガリアにセルビアへの領土保証を求める方針で和解工作を行ったが、開戦への意欲が高まるセルビア政府を抑えきることができなかった。
1885年11月13日、セルビア王ミラン1世がブルガリアに宣戦布告した。ブルガリア北西部の国境は無防備であり、国内の輸送・補給インフラも未整備で、東ルメリのオスマン帝国国境防衛にあたったままロシア軍人の撤収で指揮系統を失っていたブルガリア軍は、セルビア軍がソフィア近くまで簡単に侵攻するのを許してしまった。しかし11月中旬、ブルガリア軍とルメリ民兵はソフィア近郊で行われたスリヴニツァの戦いでセルビア軍を破り、逆にセルビア領内に侵攻してベオグラードに迫る勢いとなった。最終的にはセルビアを保護するオーストリアが介入し、1886年4月にブカレスト条約が結ばれた。またこの間にイスタンブルでの会議も進展し、4月5日のトプハーネ協定でオスマン帝国への若干の領土割譲と引き換えに、今後ブルガリア公が東ルメリ総督を兼ねることが国際的に承認された。これによりブルガリアの領域が固定され、面積・人口共にバルカン半島最大の国家となった。このセルビア・ブルガリア戦争とスリヴニツァの戦いは、ブルガリア公国と東ルメリのブルガリア人が団結し、宗教を超えムスリムも含めた統一国家をまとめ上げるのに大きな役割を果たした。しかし一方で、両地域の制度的な統一は認められず、東ルメリ総督職は依然として5年ごとにオスマン帝国のスルタンや列強から承認を受けなければならなかった。これはロシアによるアレクサンダル罷免の余地を残すものであった。

### アレクサンダルの退位とフェルディナントの即位

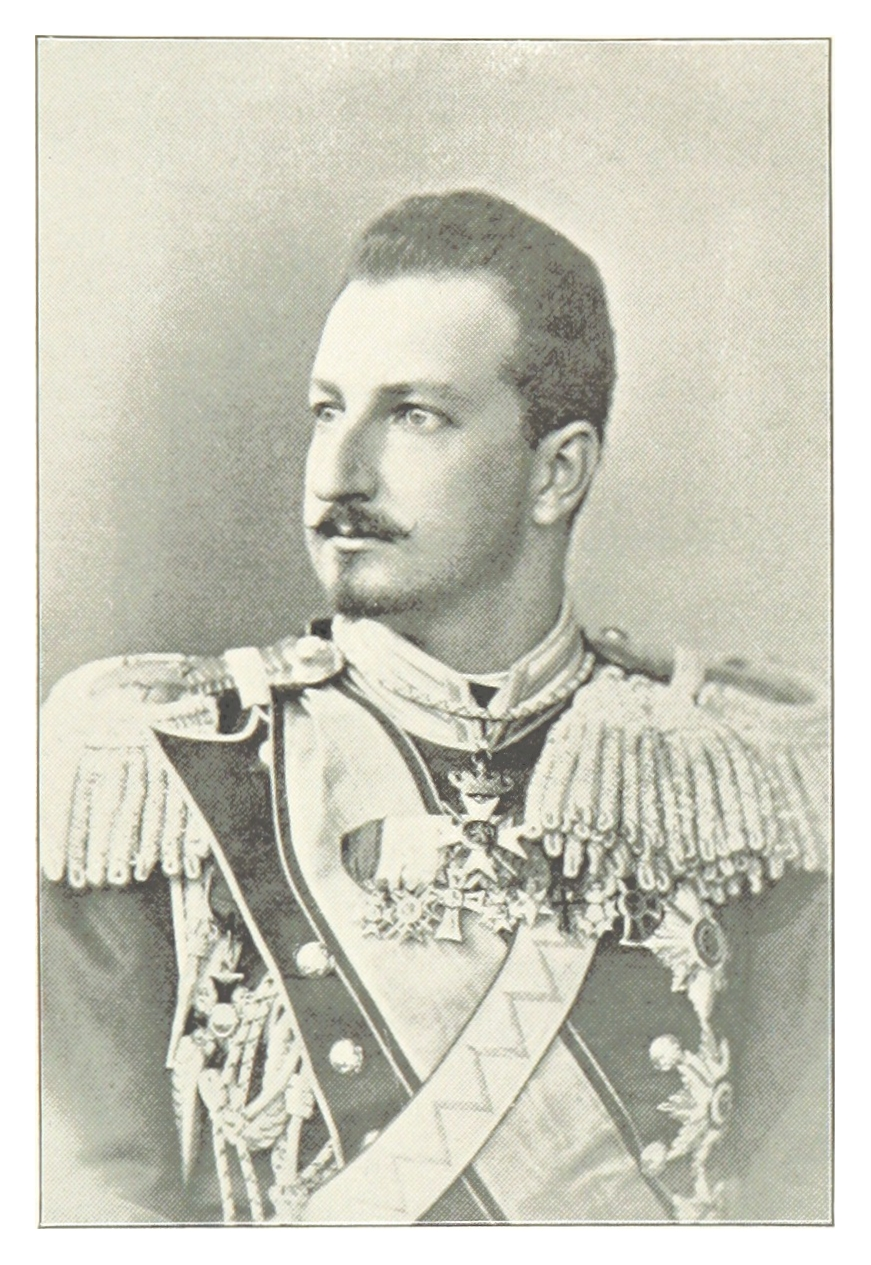
ブルガリア公フェルディナント

対セルビア戦争で勝利をおさめたにもかかわらず、アレクサンダルの指導力は衰えつつあった。ソフィア政庁に軽視された東ルメリ、特に1885年時点ではソフィア以上の繁栄を見せていたプロヴディフの住民は、アレクサンダルへの不満を募らせた。軍はアレクサンダルによるドイツ式の押し付けや恣意的な将官昇進を疎んじていた。さらにカラヴェロフ首相がルセ＝ヴァルナ鉄道問題でイギリスの株主に吊り上げられた莫大な鉄道購入金額を飲むと発表したことも、政局の混乱に拍車をかけた。ロシアがアレクサンダルの退位に反対しないという表明を行ったのを受け、1886年8月に親ロシア派の陸軍将校がクーデターを起こし、アレクサンダル廃位を宣言してルーマニアへ亡命させた。これに対しスタンボロフ国民議会議長が公国守備隊を結集してソフィアを奪回し、アレクサンダルを呼び戻した。オーストリアやイギリスはアレクサンダルの復帰を認めたが、ロシアのアレクサンドル3世は頑としてこれを認めなかった。結局その圧力に屈したアレクサンダルは、9月7日に退位して国権をスタンボロフらに引き渡し、ブルガリアを去った。
アレクサンダル退位後は、まずカラヴェロフ、スタンボロフ、サヴァ・ムトクロフ（スタンボロフの義弟で、反アレクサンダルクーデター鎮圧の功労者）の3人が摂政となった。親ロシア派と繋がりが無い自由主義派のヴァシル・ラドスラヴォフが新政府の首相となり、スタンボロフが最高権力を握った。スタンボロフは新しいブルガリア公を選出するため大国民議会を招集したが、ロシアは軍事顧問としてニコライ・カウルバルス（アレクサンドル・カウルバルスの兄）がロシアから送り込まれ、クーデター勢力の囚人釈放と包囲解除、そして「憲法に則った正当な手続きをとっていない」大国民議会選挙の中止を要求した。しかしスタンボロフは9月の選挙の遂行だけは譲らなかったため、権威を著しく否定されたカウルバルスは11月にブルガリアを去った。これによりブルガリアとロシアの関係は断絶した。1887年にはロシア軍人の陰謀や反政府勢力の将校反乱であるシリストラ事件などが立て続けに起こったが、スタンボロフは新しい公を外国から迎えるために秩序を回復するべく、過酷な弾圧を行った。カラヴェロフは摂政の座を降り、全面的にロシアの要求を容れて支援を得る方策を主張したが、シリストラ事件に関与した疑いで投獄された。
1887年7月、大国民議会が再招集され、サクス・コバーグ・ゴータ家のフェルディナントを新ブルガリア公に選出した。ロシアから承認を受けられるという確約を得て8月26日にブルガリア入りしたフェルディナントであったが、後からロシアが態度を翻して彼を承認しない姿勢を取り、他列強もブルガリアよりロシアとの関係を優先して追従した。

### スタンボロフ政権

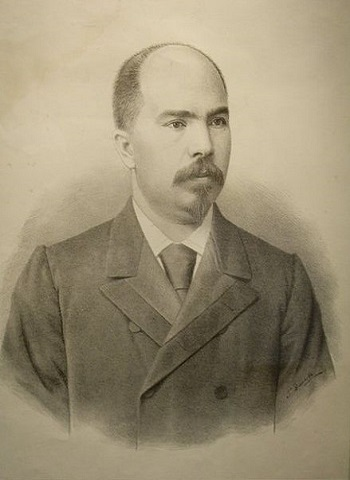
ステファン・スタンボロフ

1886年に国民自由党を結党していたスタンボロフは、これを与党として、フェルディナントにより首相に任命された。以後1894年までの首相在任期間を、ブルガリア史上「スタンボロフシュティナ」（スタンボロフの時代）と呼ぶ。ロシアと国交を断絶したスタンボロフは、代わりにオーストリアやドイツ、オスマン帝国との関係改善と国内の近代化を進めた。国内の反対者には強権的な弾圧をもって望んだ。
スタンボロフ政権当初のブルガリアは、ロシアを始め列国からフェルディナントの公位継承の承認を受けられず、親ロシア派などの陰謀に脅かされる厳しい状態にあった。しかし1888年末、イギリスから多額の借款を取りつけ、以前からの懸念事項だったルセ＝ヴァルナ鉄道購入を実現した。さらにイギリスは1889年1月にブルガリアと関税協定を結び、他のロシア以外の列強もこれに続いたため、ブルガリアの国際的地位は高まった。
1890年、マケドニア出身の軍人でアレクサンダルの友人だったコスタ・パニッツァが、マケドニアでのブルガリア運動の障害とみなしたフェルディナントを暗殺する陰謀を立てた。これを粛清したスタンボロフは、その背後にあったマケドニアのブルガリア運動の規模の大きさを逆手にとってオスマン帝国に圧力をかけ、マケドニアの主要三教区をブルガリアの総主教代理座に移管させることに成功した。それまで険悪だった教会と政府の関係は一転し、さらに1890年後半の総選挙で勝利を収めたことで、スタンボロフとフェルディナントの政権はその地位を確固たるものとした。しかしフェルディナントは、未だに自身の国際的承認を実現できないスタンボロフに見切りをつけた。1893年、コンスタンティン・ストイロフのもと、自由党や保守派の一部、さらに東ルメリの統一党が集結して国民党を結党した。またフェルディナント自身も1894年に軍事担当相の任命権を獲得し、軍部を掌握した。ここに至って、スタンボロフは女性問題の告発を受けたのをきっかけに、1894年5月に首相の座を追われた。その後スタンボロフは激しい反フェルディナントキャンペーンを展開したが、ソフィアで宮廷の息がかかった将校に襲われ殺害された。

### ストイロフ政権

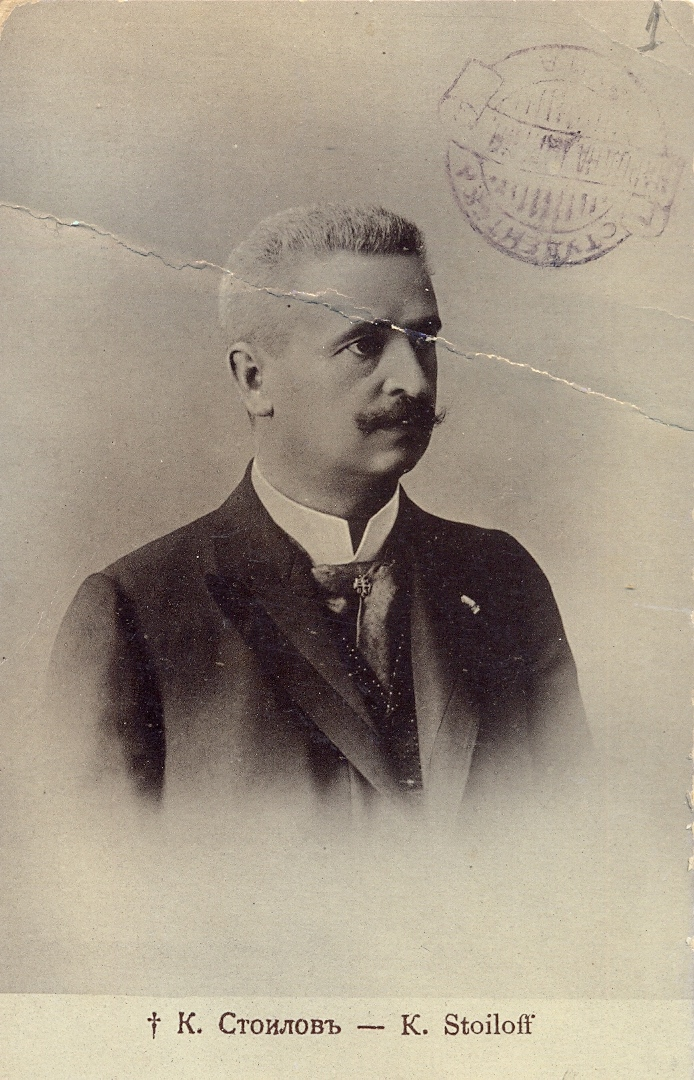
コンスタンティン・ストイロフ

スタンボロフ失脚後に首相に就任したストイロフは、前政権の厳格な統制を緩和した。またこの頃、オスマン帝国がアルメニア人虐殺を起こして国際的地位を落とし、ロシアでは1894年にアレクサンドル3世が死去しニコライ2世が即位してブルガリアに対する態度を軟化させた。フェルディナントは公子ボリスの正教改宗と引き換えに、ロシアからの支持を獲得した。1896年3月3日、オスマン帝国がフェルディナントをブルガリア公兼東ルメリ総督として承認し、数日中にロシアをはじめ列強すべてがこれに続いた。
ストイロフは鉱業、冶金業、織物業、建設業など9業種に資金援助や産業上の特権を与える積極的な産業振興策をとり、ブルガリア経済を大きく発展させる基礎を築いた。その支援策の中には鉄道を優待運賃で利用できるという特権があったが、東ルメリの鉄道を管轄するオリエント鉄道会社はこの法制を拒絶した。本来ブルガリア内の鉄道はブルガリア国鉄のもと国有化するという方針もあり、ストイロフ政権は東ルメリ内の鉄道操業権をオリエント鉄道会社から購入しようとしたり、並行路線を建設して対抗しようとしたりしたが、外資の反発を受け挫折した。余計な財政負担が増えて批判を浴びたストイロフ政権は、1899年、農民から徴収する地租を4年間物納の十分の一税に切り替えることで歳入を増やそうとした。元より政府の都合で納税方式が何度も変わり大打撃を受けていた農民層はこれに怒り、1899年12月にプロヴディフで農民運動の集会が開かれた。ここで生まれた組織は、物納への切り替えで特に打撃を受けていた北東部の穀倉地帯ドブルジャを中心に過激な運動を展開し、1900年には流血を伴う警察との衝突事件を何度も起こした。鉄道問題と農民問題で威信を失ったストイロフは1900年12月に辞職した。

### 農民同盟の伸長と国内外の混乱

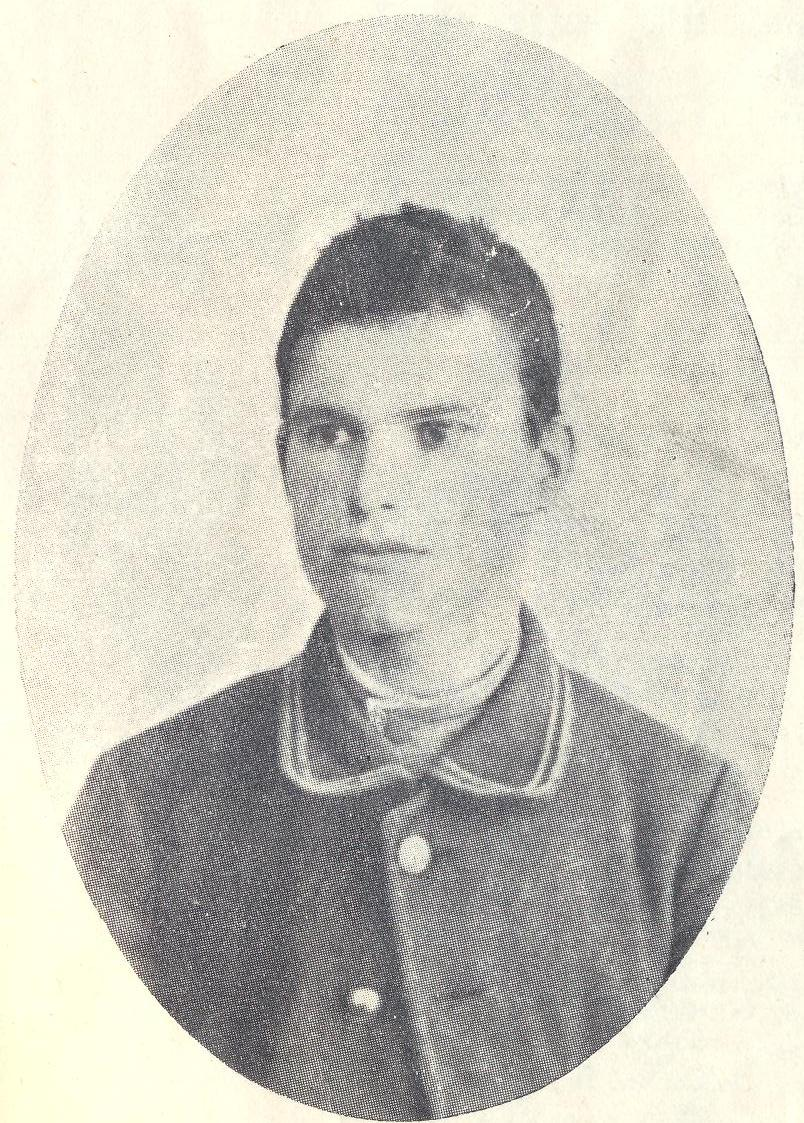
アレクサンダル・スタンボリイスキ（1900年代）

1901年2月の総選挙では21人の農民運動推進派の代議士が選出された。政権は民主党（旧カラヴェロフ派）と進歩自由党（ツァンコフ派）の連立政権が担い、カラヴェロフが首相に再任された。新政権は最初に物納十分の一税を廃止した。しかし農民運動は同年10月の議会で既成政党から完全に独立してブルガリア農民同盟を組織した。機関紙『農民の旗』の編集発行人となったアレクサンダル・スタンボリイスキは、土地の分配と私有財産や職業による社会区分を目標として農民を重視する理念を確立し、マルクス主義と一線を画しながら農民運動を指揮した。後の1908年の総選挙で10万票23議席を占める野党第一党に成長した。
国外では、ストイロフ政権期からマケドニアをめぐる問題が再び持ち上がっていた。1893年にサロニカで小さな革命組織が結成され、マケドニアの多民族自治を主張した。この組織は後の内部マケドニア革命組織の前身である。一方ソフィアでは、大ブルガリア主義をもとに、東ルメアに続いてマケドニアも自治権を獲得したうえでブルガリアに併合される道を望む最高マケドニア委員会が設立され、軍事蜂起も起こしていた。この2つのマケドニアの革命組織が互いに対立する中、フェルディナントらブルガリア公国は大ブルガリア主義者の活動を黙認していた。
しかしこうした動きをロシアが危険視し、1902年にブルガリア首相ストヤン・ダネフにマケドニア領有の断念と、セルビア人がスコピエ監督区行政官のポストに就くことの容認を要求した。オーストリアからの圧力も受けたダネフは要求を受け入れ、1903年にマケドニア人組織の解散と指導者逮捕を命じる法案を可決させ総辞職した。同年にマケドニアで蜂起した自治派組織が総主教代理派ともどもオスマン帝国に壊滅させられる中、ダネフの後をついだ国民自由党政権のもと首相となっていたラチョ・ペトロフはマケドニア人政治組織の管理強化という名目でオスマン帝国から譲歩を引き出しつつ、セルビアと軍事協定を結んでマケドニア問題を解決しようとしたが、ブルガリア人、セルビア人、ギリシャ人の活動家が入り乱れてマケドニア人組織も内部抗争を繰り返す状況では収まりがつかなかった。ペトロフはブルガリア軍の近代化に力を入れたものの学生暴動を機にフェルディナントに更迭され、その後継者たちも暗殺や更迭により倒れ、1908年1月にアレクサンダル・マリノフを首相とする民主党政権が成立した。ここに至ると政権や議会勢力の差配はフェルディナントの手に握られていた。マリノフ政権組閣後、組閣時点で2議席しかなかった民主党を過半数第一党にするための「公選」が行われた。その後マリノフは選挙の公正さを可能な限り取り戻すため、比例代表制に近い累進制を導入した。

### ブルガリア王国へ

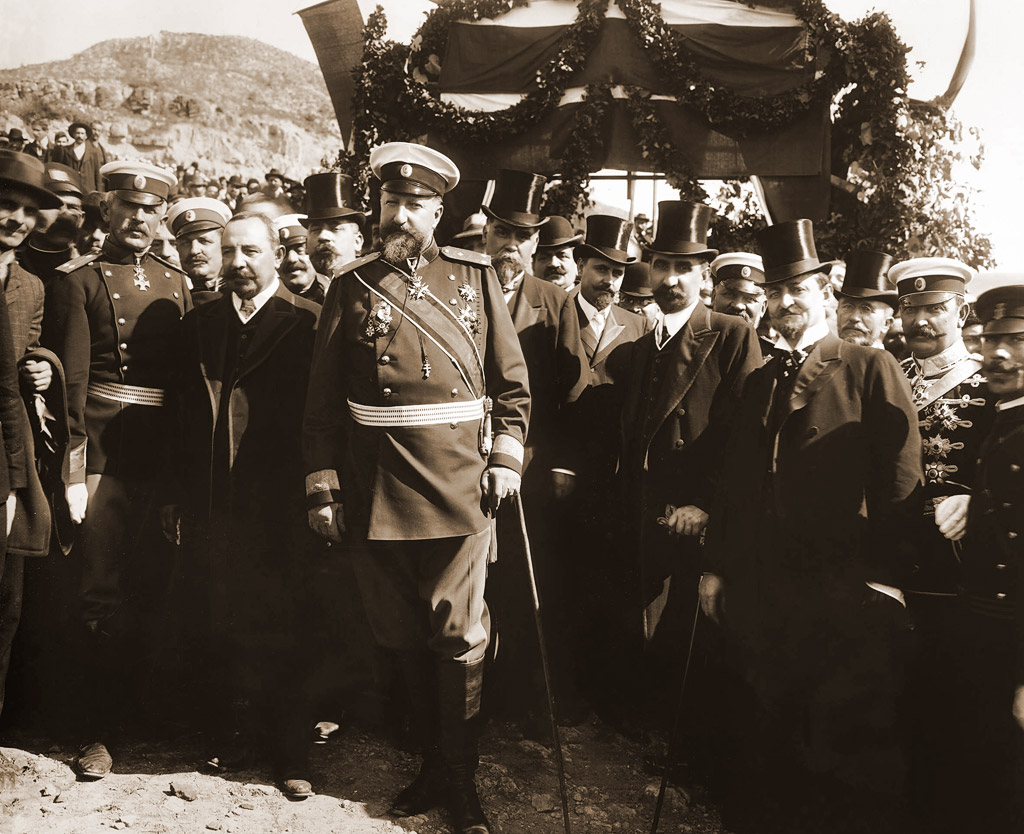
独立宣言を行ったフェルディナント

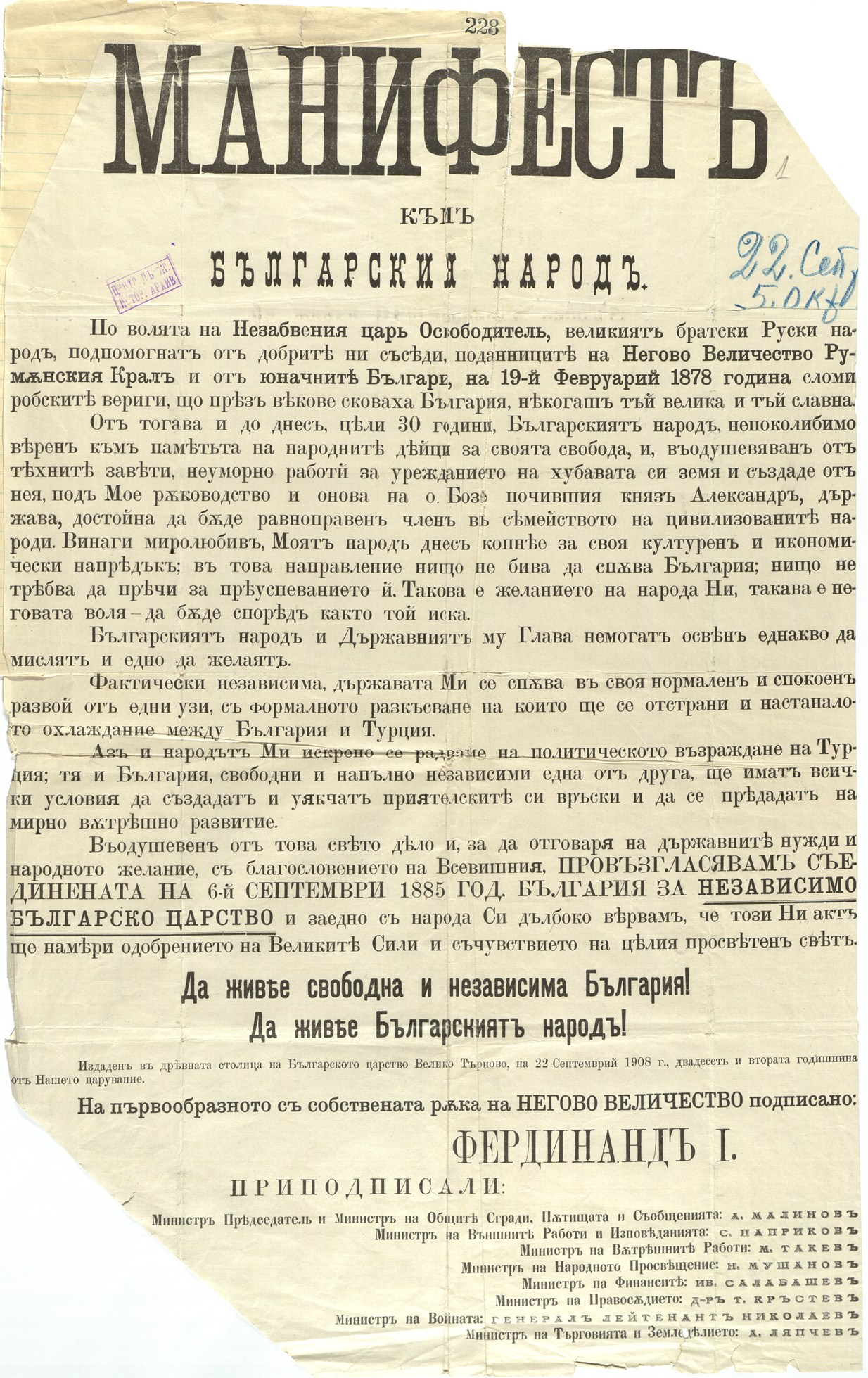
1908年のブルガリア独立宣言

1908年7月、オスマン帝国で青年トルコ革命が勃発した。帝国領を近代化し統一すると宣言した青年トルコ党は東ルメリも一様に帝国領として扱う構えを見せ、ブルガリア政府との亀裂が深まった。またオリエント鉄道会社がストライキを起こした際、ブルガリアの鉄道の半分に当たる東ルメリの会社区間も操業停止したことにフェルディナントは激怒し、9月19日の東ルメリ合併記念日に強引に国内のオリエント鉄道会社区間を国有化した。そして10月5日（ユリウス暦9月22日）、フェルディナントはオスマン帝国からの完全独立を宣言した。この日にフェルディナントが古都ヴェリコ・タルノヴォで発した独立宣言によれば、ブルガリアは1885年9月18日（ユリウス暦6日）に統一された領土（ブルガリア公国と東ルメリ）が王国（Царство）として独立するとした。対オスマン関係については、これまで事実上の独立状態にあったことが両国関係を悪化させていたのであり、ブルガリアが正式に独立して対等になることで友好的かつ平和的な関係が築けるとうたっていた。実際にはオスマン帝国は態度を硬化させ、ブルガリア側も国境に軍隊を派遣し一触即発の状況となったが、ロシアが仲介に入ったことで戦争はひとまず回避された。翌1909年には国際的に独立が承認された。マケドニアなどのブルガリア人勢力は大ブルガリアの領土回復前に独立宣言を行ったことに対して、またスタンボリイスキら農民同盟は共和主義の観点から抗議した。しかしこれらも1911年の独立に伴う憲法改正を議題とした大国民議会の大勢には影響せず、フェルディナントを「ブルガリア国王」（ツァール）とする宣言が出された。

## 政治
タルノヴォ憲法は一院制を規定していたが、実際には通常国会と大国民議会が並立する二院制になっていた。通常国会は毎年10月開催で代議員の任期は3年、大国民議会は行政官やブルガリア公の選出、国境変更裁可、憲法改正にあたって招集され、代議員と、教会、裁判所、地方自治体の代表、合わせて通常国会の代議員の倍の人数が出席した。両議会それぞれの代議員を選ぶ選挙権は精神の健全な21歳以上の男子全員、被選挙権は読み書きができる30歳以上の男子全員に与えられた。
行政権はブルガリア公が保持したが、その行使には議会が選ぶ閣僚の合議と内閣を通す必要があった。またブルガリア公は、大臣の任免権、首相（閣僚会議議長）の任命権、議会を停会させる権限を有していた。
議会では保守政党が成長せず、同じ自由主義派から派生した自由党と民主党、後には国民自由党と国民党と進歩自由党などが政権交代と分裂を繰り返した。隣国のルーマニア王国では社会基盤となる大土地所有・地主層に支えられて保守党が成立し、左派の国民自由党と共に政権交代を繰り返しながら長期的・安定的な政権運営を行っていたのに対し、ブルガリアでは四分五裂した諸政党が多数派工作し組閣する過程で君主が影響力を維持し、ブルガリア公親政体制への傾斜と更なる政党分裂を産む悪循環が起きた。政権交代ごとに新政府が支持者を行政の要職に就ける「パルティザンストヴォ」が横行し、1890年代以降の政党が、教育を受け資格を持ちながら職にあぶれた青年の受け口となったことも、政党の乱立と政治信条面の迷走の原因の一つであった。またこうした不確定要素に左右される政局は、後発の新興勢力であるブルガリア農民同盟の台頭を可能にした。
ブルガリア公は政党間の対立を操ったり、投票率の低い総選挙を管理したりすることで、政治的に優位に立つことができた。特にフェルディナントは陸軍と外務省を掌握し、閣僚を辞任させることで随意に内閣を総辞職させられた。1900年の時点で内閣交代や国会改選を決める権限はフェルディナントの手中に収まり、彼の独裁形成を可能にした。

## 軍事

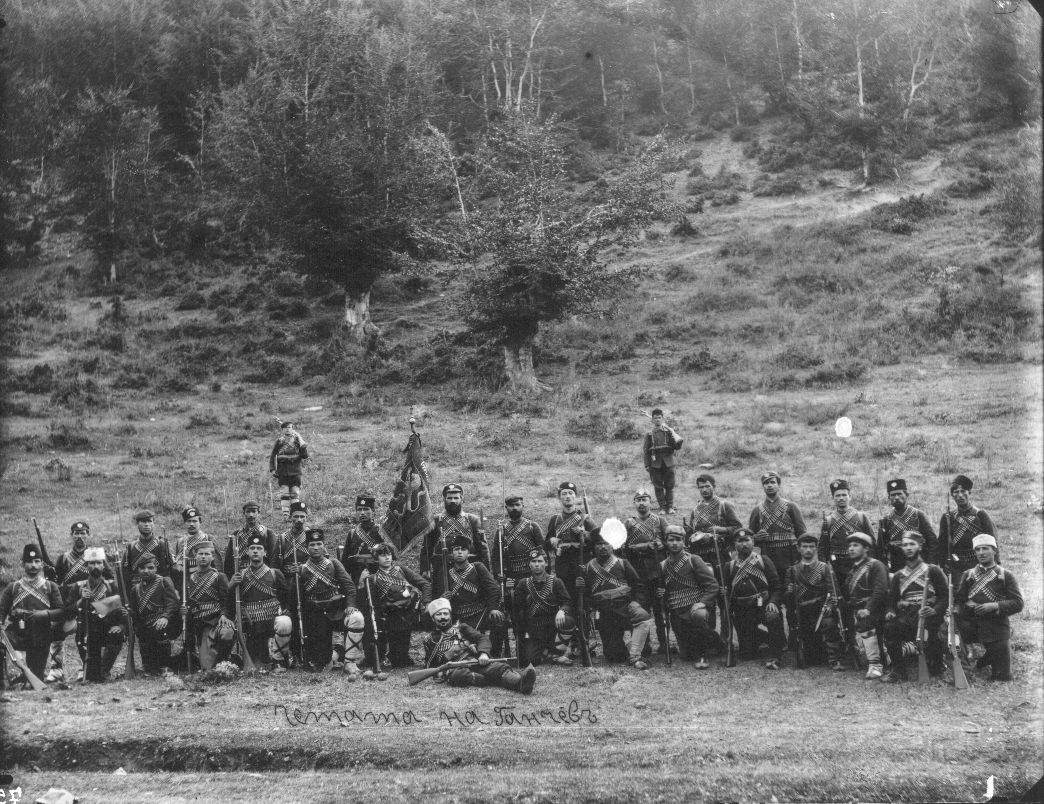
ブルガリア市民軍の一隊（1905年以前）

サン・ステファノ条約およびベルリン条約で、ブルガリア公国は市民軍（民兵）組織を持つことを認められたものの、要塞建設は禁じられた。1879年のタルノヴォ憲法は、全国民中の健康な男子に2年間の兵役義務を課した。1885年に兵役義務が緩和され、ムスリムなどの兵役回避が容易になった。
ブルガリア軍はロシアの軍政支配が終わってからも1880年代半ばまでロシアに依存する体制が続いた。陸軍省はロシア人が運営し、大尉以上の階級もすべてロシア人が占めていた。アレクサンドル・カウルバルスのように、ロシアから派遣された顧問が陸軍相に任命されることもあった。しかし1885年にロシアが将校と顧問団をすべて引き上げさせたため、このロシア依存体制はブルガリア軍の上級将校組織すべてとともに消滅し、直後の対セルビア戦争では上級士官がいない急増部隊の状態で戦うことを強いられた。それ以降、ブルガリアは王国時代の第一次バルカン戦争まで対外戦争を行っていないが、その間にも近隣のマケドニア問題や外交問題に対処するため、ペトロフ政権などが軍の近代化に取り組んだ。

## 宗教

### ブルガリア正教会
公国成立前の19世紀中盤、オスマン帝国内の正教圏を支配するギリシア人高位聖職者と、現地のスラブ語を解する主教を求めるブルガリア人をはじめとしたスラブ諸民族の間で激しい対立が起きた。オスマン帝国の弾圧を受けたブルガリア人はロシアを後ろ盾にしようとしたが、ロシアが正教会の分裂を認めない姿勢を取った。そこでブルガリア人はイラリオン・マカリオポルスキを中心に、独力でオスマン帝国宮廷に働きかけブルガリア教会の独立を目指す運動を展開した。この運動はコンスタンティノープル総主教庁との交渉と決裂を繰り返し、外国情勢に激しく左右されつつも1870年に実を結び、オスマン帝国政府に総主教代理を長とするブルガリア教会の独立を認めさせた。しかし総大主教代理座はコンスタンティノープルに置かれ、典礼では総主教の名を唱えなければならないなど依然として総主教庁からの制約は大きかった。また総主教代理が管轄する教区は大きく絞り込まれ、ヴァルナなど多くの教区が総主教の管轄下に留まった。総主教庁は総主教代理座をブルガリア独自の教会として認知しなかった。この状態はブルガリア公国・王国時代を通じて、1945年まで続いた。
公国独立後に制定されたタルノヴォ憲法は、公国の教会はコンスタンティノープルの総主教代理座の不可分な一部であると規定し、首都ソフィアに宗務院を置くにとどめた。これは正教会における一国一教会の原則に反する規定である。もし一国一教会を適用し総主教代理が公国に移れば、マケドニアや東ルメリなど公国外の総主教代理教区教会との接触が絶たれてブルガリア民族規模の打撃を被ることになるからであった。また歴代ブルガリア公は東方正教の信仰告白を義務付けられたが、初代公のみこの規定を免除された。実際に初代公となったアレクサンダルはルター派プロテスタントであった。

### イスラーム
ベルリン条約は信仰の自由を認め宗教に基づく差別を否定し、ブルガリア公国の法もそれに従っていた。しかし一方で、マリツァ渓谷で米を主食としていたムスリムにロシア軍政当局がマラリア蔓延防止の名目で水田を廃止させるなど、ムスリムが圧力を感じる要因は多数存在していた。露土戦争中に亡命したムスリムには公国内の財産所有権が保証され、国内に新たな土地を得ることも認められていたが、1878年以降のブルガリア公国や東ルメリからはトルコ人を中心とするムスリム人口の流出が続いた。

## 経済
財政面では行政や軍、インフラの整備のために列強から多額の借款を受けた。1885年の鉄道国有化以降はオーストリア資本を中心とする外国資本の助けを得て、本格的な鉄道網を整備した。しかし1880年代の終わりには負債への依存度が悪化し、後の王国時代に外国による国家財政管理を受け入れることになる。
急速かつ大規模に流入してきた資本主義経済は、社会の圧倒的多数を占める農民層に多大な負債を負わせることになり、農村と都市の経済的・精神的亀裂や農村からの農民の脱出を招いた。農民層の不満は農民同盟の台頭という形で政界にも大きな影響を及ぼした。農民同盟の指導者スタンボリイスキは、つましいソフィアに新たなソドムとゴモラが現れているという批判を行った。
ヨーロッパへ市場が開放されたのに伴い、織物や革細工、金属細工、羊の畜産などといった伝統産業は大打撃を受けた。ヨーロッパ諸国から安価な製品が流入して買い手を奪われるだけでなく、オスマン帝国直轄領との間に国境ができてサプライチェーンが寸断されたり、徴兵された若者が発展の早い都市文化に触れて生活習慣を変えたりしたことなども影響していた。伝統工芸の職人たちは、保護貿易主義によるギルドを結成したり輸入業者を襲撃したりしたが、多くは生き残れなかった。一方で1890年代までには、器械を輸入して西欧型の商品生産へ順応したり、醸造業のような新たな産業が生まれたりしていた。
1890年代以降、ストイロフ政権の積極的な産業・商業支援策により、ブルガリア経済は小規模生産を軸に飛躍的に成長した。1896年にフェルディナントのブルガリア公位が国際的に認められたのを機に、輸入税の引き上げが認められたのも追い風となった。1904年から1911年（王国時代）までに、国から支援を受ける業種の生産額は3倍に伸びた。同時に産業支援の財源を埋め合わせる外国からの借金も増大し、借入総額は1900年から1910年（王国時代）までに70パーセント増加していたが、国民一人当たりの負債額は周辺国よりも低くすんでいた。

## 交通

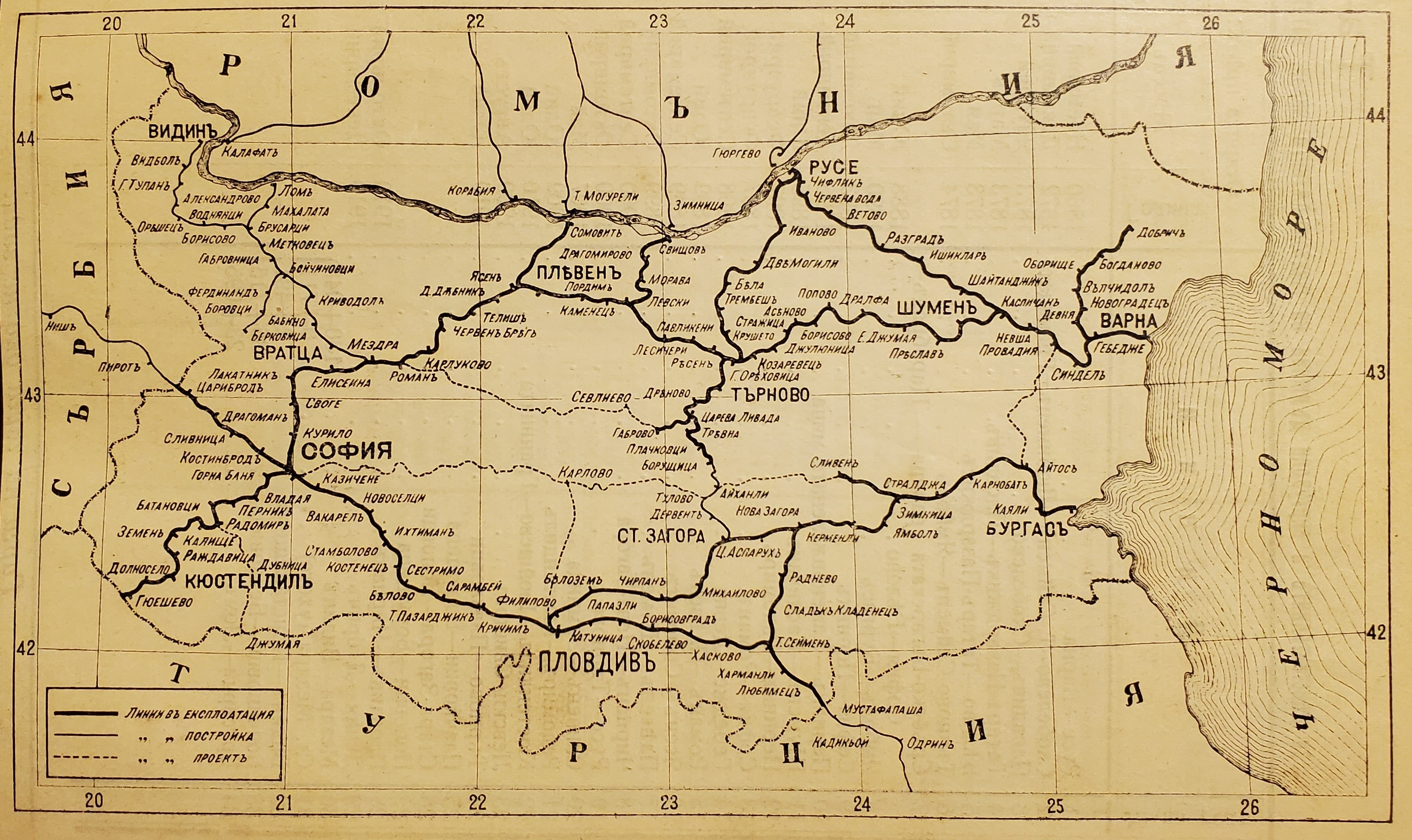
ブルガリアの鉄道網（王国時代の1911年）

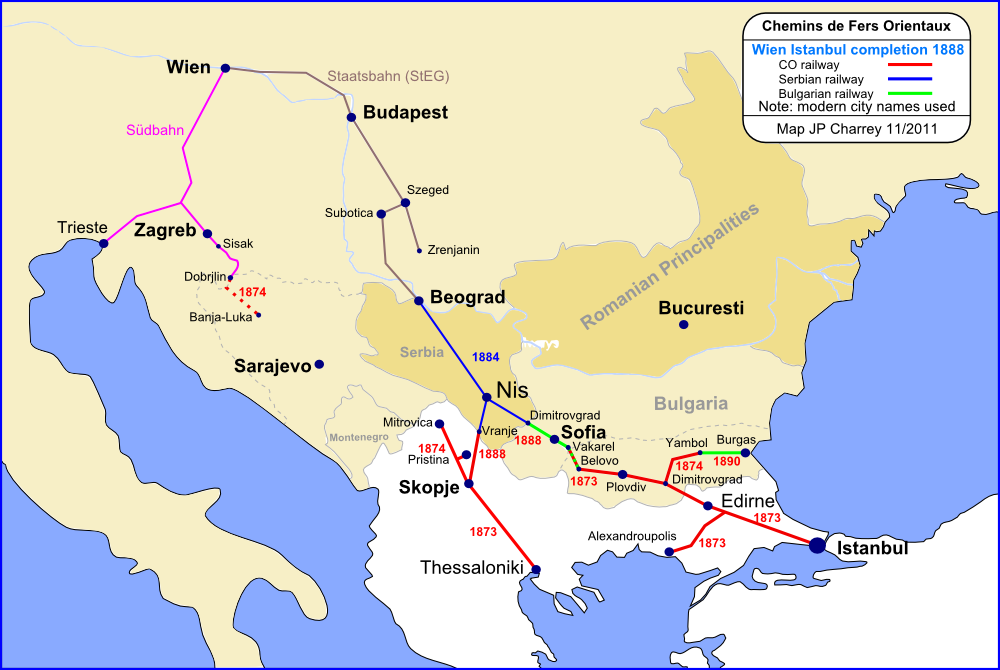
ウィーン＝コンスタンティノープル鉄道と支線（1888年）。東ルメリの区間はブルガリア国鉄（緑）ではなくオリエント鉄道会社（赤）の管轄下に留まっている。

ブルガリア最初の鉄道は、イギリス資本により公国成立以前の1864年に建設が始まり1869年に開業した、ルセとヴァルナを結ぶものだった。ルセはドナウ川沿いでヴァルナは黒海に面し、この2つの港湾都市を結ぶ鉄道は、ワラキアの穀物の積み出しやオスマン帝国の軍事輸送の役割を期待されていた。1878年のベルリン条約でこの鉄道をブルガリア公国が購入することが定められ、ウィーン＝コンスタンティノープル間幹線鉄道の国内区間建設とともに政治・外交問題化した。1885年以降、ブルガリア国内の鉄道はすべてブルガリア国鉄のもと国有化された。しかし東ルメリ併合後、この地域の鉄道はオスマン帝国のヨーロッパ領における鉄道を管理するオリエント鉄道会社の支配下に留まった。ブルガリア政府はこの地域の操業権購入や並行路線建設を試みたが失敗し、ブルガリア国鉄とオリエント鉄道会社の所有路線が併存していた。このブルガリア国内のオリエント鉄道会社区間は、王国成立直前の1908年9月19日に国有化された。
山岳地帯では、民族解放の頃から山賊が跋扈した。政府の掃討により1880年代までには一掃されたが、それまで旅人が自己防衛用に携帯していたナイフの需要が減り、伝統的な大ナイフ製造業が衰退する一因となった。

## 国民
1900年の国勢調査による国民構成は以下のとおりである。
- 総人口 3,744,283人[1]
  - 男性 1,909,567人[1]
  - 女性 1,834,716人[1]

- 都市人口 742,435人[1]
- 農村人口 3,001,848人[1]

- ブルガリア人 2,888,219人[1]
- トルコ人 531,240人[1]
- ロマ 89,549人[1]
- その他 235 275人[1][注釈 8]

### 民族
ブルガリア公国内で多数を占めたのはブルガリア人で、その多くがブルガリア正教会（総大主教代理座）に属していた。ブルガリア人という自己認識を持つ人々は公国外にも多数居住しており、東ルメリの統合やマケドニアの革命運動の主導的な役割を担った。ブルガリア民族主義者はサン・ステファノ条約に基づく巨大なブルガリア国家の復活を求め続けた。
1876年の四月蜂起以前の時点では、後のブルガリア公国と東ルメリの人口の三分の一をトルコ人（ほとんどがムスリム）が占めていた。しかしムスリム・トルコ人は露土戦争から20世紀に至るまでブルガリア外へ流出し続けた。ベルリン条約が宗教差別を禁じ、公国や東ルメリの政府がそれを守ったにもかかわらず、ムスリムに対する文化的圧力が厳然として存在していたためだった。全国民対象の徴兵制が敷かれ、ムスリムも軍隊でキリスト教徒に従わざるを得なくなったこともこの流れに拍車をかけた。1885年に兵役義務が緩和され、ムスリムは徴兵を容易に回避できるようになったが、すでに少なくなっていたトルコ人の更なる流出は止まらず、1900年の時点でトルコ語を母語とする人口は14パーセントにまで低下していた。
マケドニア人は公国成立以来多数移住してきていた。経済的理由からソフィアなどでの建設業などに従事した者もいれば、オスマン帝国支配から逃れてきた亡命者・難民もいた。マケドニア人移民の多くは民族上ブルガリア人であるという自己認識を備えて大きな潜在的政治勢力となり、1880年代前半にはオスマン領マケドニアのブルガリアへの統合を目指して武装政治運動も展開したが、失敗に終わった。

## 教育
ブルガリアの教育水準は19世紀半ばに飛躍的に向上しており、1850年の時点でたいていのブルガリア人コミュニティに学校が建てられ、現地語での教育が行われていた。1878年の公国成立時点では、約2000校の学校がブルガリア全土に存在していた。女子教育も1840年に最初の女学校がプレヴェンに成立してから各地へ広がっていた。1879年のタルノヴォ憲法では、最低5年間の義務教育が定められた。1878年から1910年までの間に、学校数は3倍、生徒数は5倍に増加した。1888年にはソフィアに文献学、物理学、数学の3学部を有する最初の「高等学校」が設立され、これが後のブルガリア最初の大学であるソフィア大学となった。
学制は、4年の初等教育の後に3年のプロギムナジウムが置かれ、そこで平均以上の成績をとり入学試験も合格した者がギムナジウムに入った。ここでは商業・職業教育が行われ、3年学ぶと各職業の専門学校に進学できた他、5年学ぶと大学入学を出願することができた。